# مقاطعة وينيباغو (آيوا)
مقاطعة وينيباغو (بالإنجليزية: Winnebago County)‏ هي إحدى مقاطعات ولاية آيوا في الولايات المتحدة الأمريكية.